# Chthonius pygmaeus
Chthonius pygmaeus es una especie de arácnido  del orden Pseudoscorpionida de la familia Chthoniidae. Presenta las subespecies Chthonius pygmaeus carinthiacus y Chthonius pygmaeus pygmaeus.

## Distribución geográfica
Se encuentra en Europa.